# Nó em oito
O Nó em oito ou Nó oito é um tipo de nó de bloqueio. É utilizado tanto na vela quanto na escalada como método para impedir que as cordas fiquem sem dispositivos de retenção. Como o nó de mão que emperra sob tensão, muitas vezes exigindo que a corda seja cortada, o nó oito também emperra, mas geralmente é mais facilmente desfeito do que o nó de mão.

## Nó em oito simples

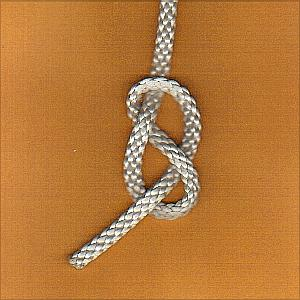
Nó em oito simples

Seu nome  originário é Nó Oito e também é conhecido com as seguintes nomenclaturas: Nó em oito simples; Volta do Fiador; Nó de fiador; Nó de trempe. Nó de múltiplas aplicações, principalmente em ancoragens para escalada, ao fazer escadas de nós e resgates. Quanto maior a força exercida nas pontas (chicotes) maior a firmeza do nó. Relativamente fácil de desatar mesmo após grandes pressões.Este nó serve para limitar o curso de uma corda. Pode ser feito a partir do seio da corda ou de seus chicotes.

## Nó em oito duplo

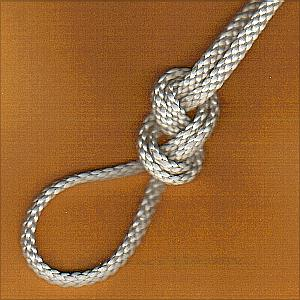
Nó em oito feito, também conhecido como aselha em oito

O Nó em oito duplo pode ser feito sem alça (para fins decorativos) ou com alça (geralmente para uso em escaladas). Quando forma uma alça, o Nó em oito duplo pode ser chamado também de nó de alemão, e tem a função de criar uma alça fixa para sustentar peso ou tração.Devido às características do nó em oito, este nó com alça reduz pouco a resistência da corda, sendo muito útil em ancoragens de cabos no alpinismo. Este nó pode ser feito pelo meio do cabo (seio) ou por suas extremidades (chicotes).

## Nó em oito duplo feito pelo seio ou pelo chicote
O nó em oito feito pelo seio é usado quando não há limitações para utilizar sua alça, como quando se usa mosquetões de escalada, que possuem gatilho móvel. Trata-se do mesmo nó em oito, porém fazendo-se primeiro um nó em oito simples e transformando-o em nó duplo ao refazer o caminho do oito com o chicote do cabo. Esse método permite fixar a alça da corda em um anel ou elo rígido, que não possui gatilho móvel, ou a um poste, barra ou árvore que não se permitem ser laçadas pela alça feita por outro método. 

## Nó oito com duas alças

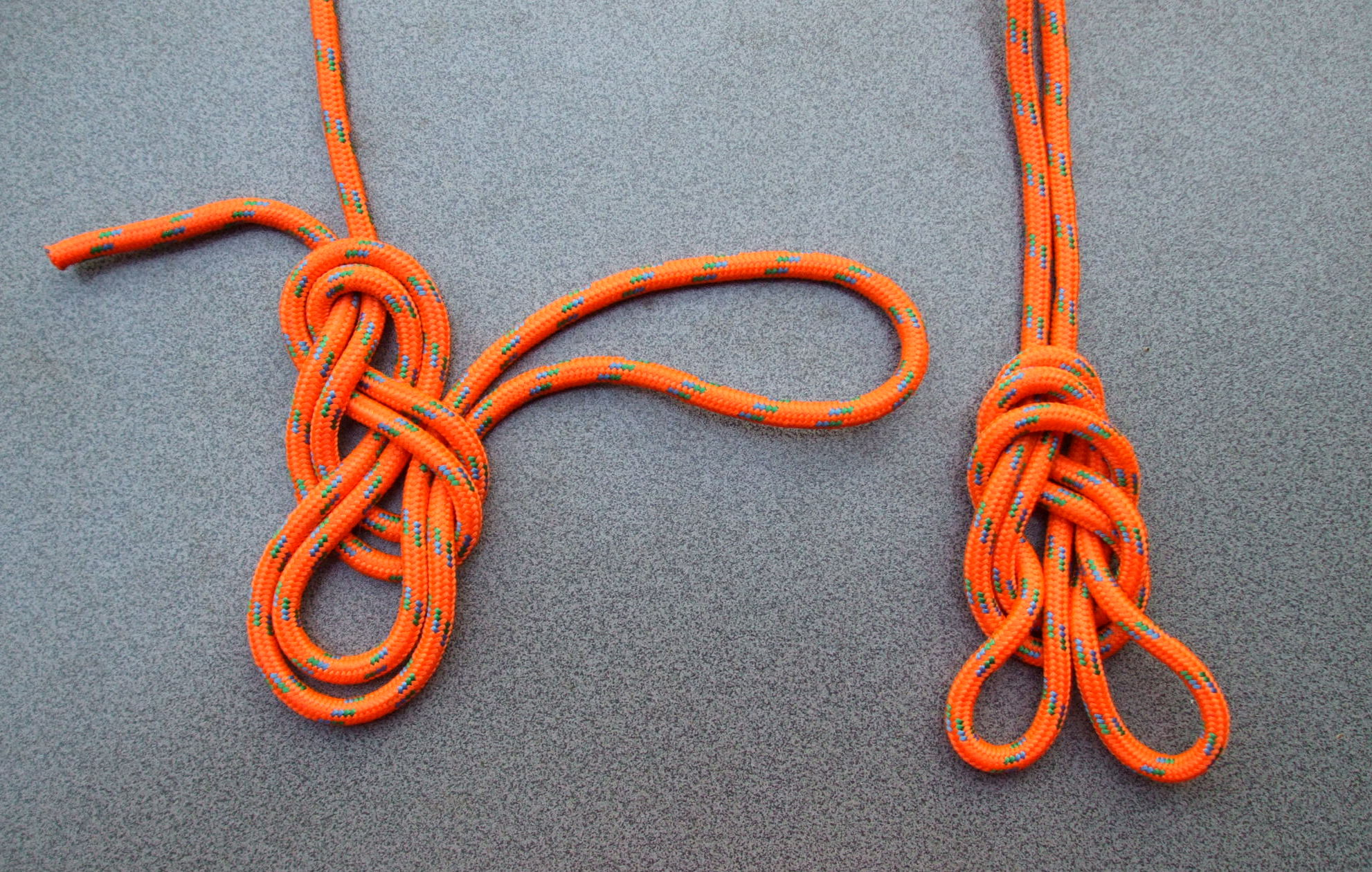
Nó oito com duas alças

Tem a finalidade de permitir desvios ou derivações em cordas em sistemas de escalada ou técnicas verticais, mantendo-se a característica de pouca redução da resistência do cabo.

## Nó oito com três alças

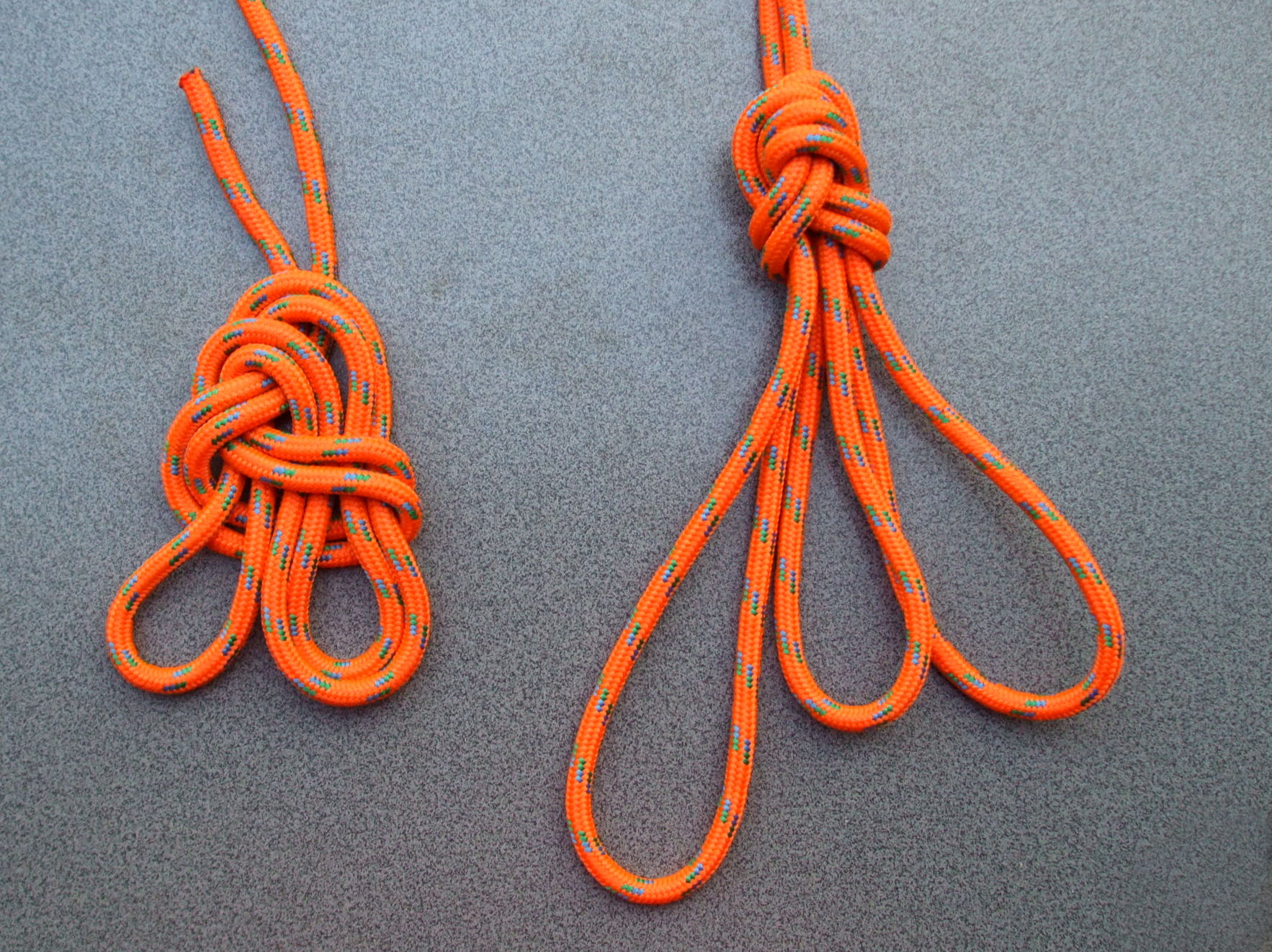
Nó oito com três alças

Tem a finalidade de permitir desvios ou derivações em cordas em sistemas de escalada ou técnicas verticais, mantendo-se a característica de pouca redução da resistência do cabo.